# Антон Крил
Антон Адолф Крил е български счетоводител от австрийски произход.

## Биография
Роден е на 5 април 1902 г. в София, в семейството на Адолф и Франциска Крил, които се преселват от Силезия в София, а по-късно в Пловдив. Завършва френския колеж „СВ. Августин“ в Пловдив. В началото на 20-те години на XX век започва работа в Габрово. Работи като касиер счетоводител в Ленената фабрика „Братя Рашееви", а след това във вълненстекстилната фабрика „Успех“ на Пенчо Семов. В периода 1930 – април 1940 г. и 1943 – 1947 г. е член на Контролния съвет на АД „Принц Кирил" в Габрово. Умира на 13 март 1943 г.